# Llana caixmir
|  | Per a altres significats, vegeu «Caixmir». |

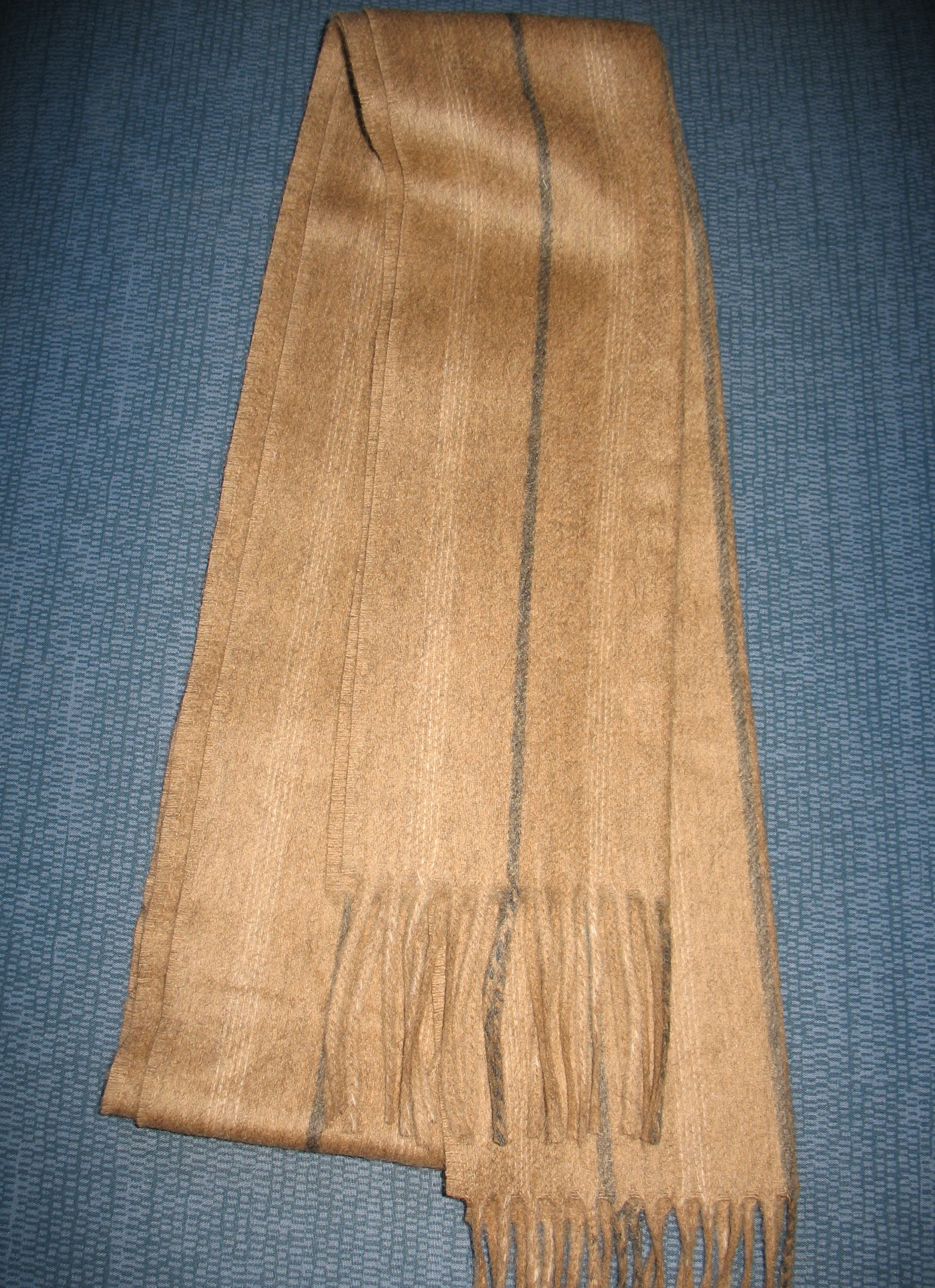
Bufanda de caixmir

La llana caixmir, o casimir, (en anglès:Cashmere wool o simplement cashmere) és una fibra obtinguda de la cabra caixmir i també d'altres tipus de cabra. La llana de caixmir és de textura fina i forta, lleugera i suau. És molt aillant tèrmicament. Els colors originaris, sense tenyir, són diversos tons de gris, marró i blanc.

## Origen de la fibra

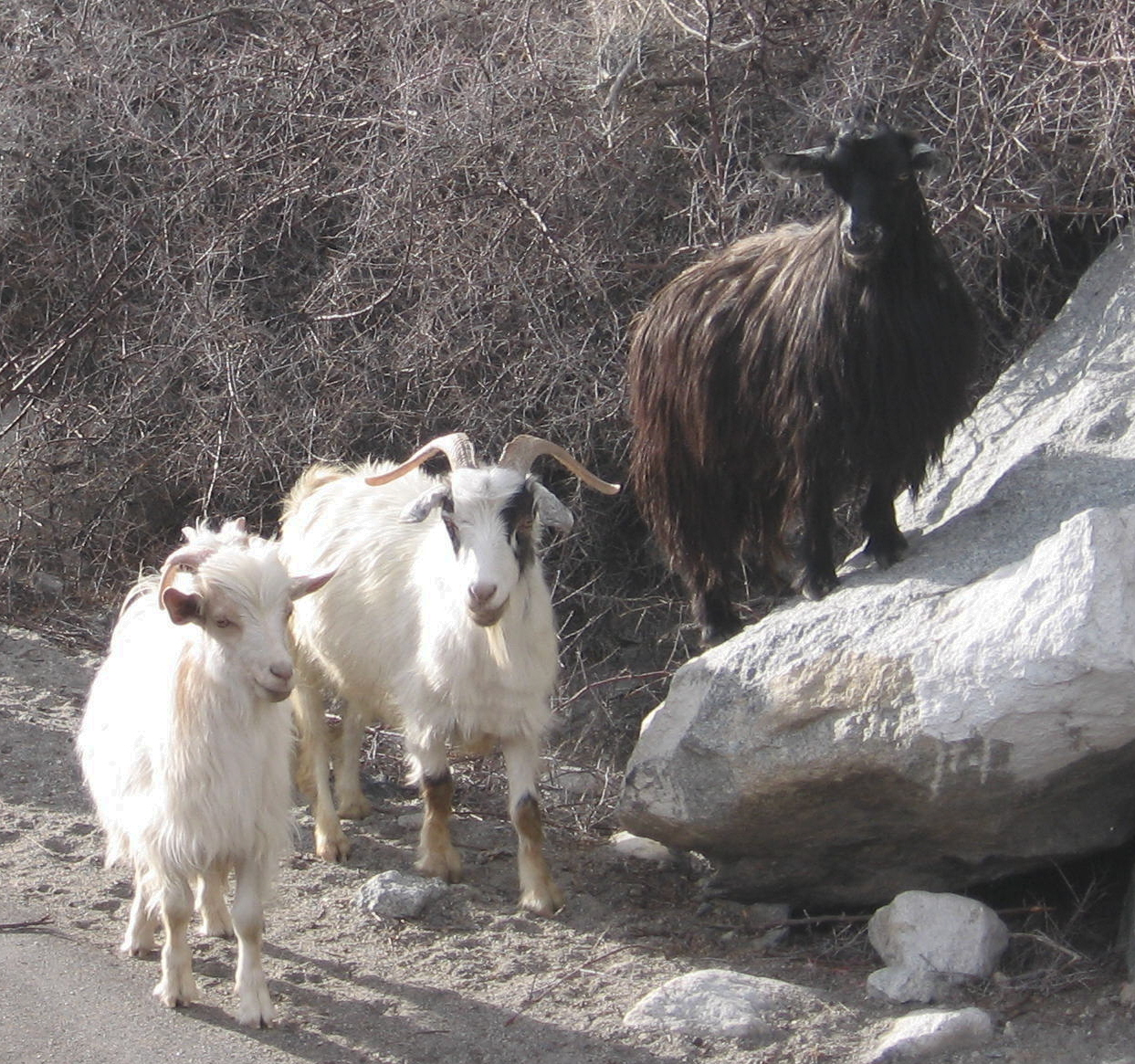
Cabra Pashmina, Ladakh

Històricament les cabres de pèl fi de la regió de Caixmir s'havien anomenat Capra hircus laniger, considerant-la com una subespècie de la cabra de l'espècie Capra hircus. Actualment s'anomena Capra aegagrus hircus i es considera que és una subespècie de la cabra domèstica. La cabra de caixmir produeix llana de dues qualitats la fina (capa interior) i la basta (exterior). Per a poder comercialitzar i processar la capa fina se li han de llevar els pèls 

## Recollida

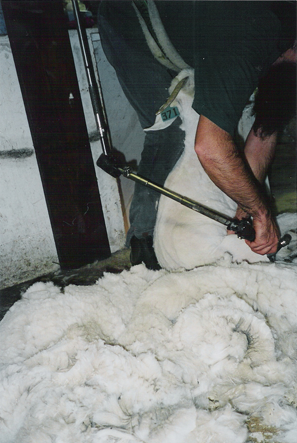
Esquilat de llana caixmir Corindhap Austràlia.

Les cabres caixmir en general no s'esquilen sinó que es pentinen. La collita es fa a la primavera.

## Producció
La Xina ha passat a ser el major productor de llana caixmir en cru amb unes 10.000 tones per any (inclos el pèl). Mongòlia produeix unes 3.000 tones (amb pèl), Índia, Iran, Afghanistan, Turquia, i les repúbliques de l'Àsia central en produeixen quantitats significatives però menors. El total anual és d'unes 15.000 a 20.000 tones (amb pèl). La llana purificada caixmir és d'unes 6.500 tones per any. S'estima que cada cabra en fa 150 grams cada any de mitjana.
Amb la llana de caixmir pura es fan diverses peces de roba, barrets, jerseis, jaquetes, etc. Els productors principals d'aquests productes acabats són Escòcia, Itàlia i Japó.

## Història
La fibra de caixmir també es coneix, en anglès, pel nom de pashm (la paraula que en persa significa llana) o pashmina. Hi ha referències a aquest tipus de llana des del segle iii aC. (Imperi Mughal) El segle xv es va fundar la indústria de la llana caixmir per part del governant de Caixmir Zayn-ul-Abidin.
Durant els segles del XVIII a principi del XIX la indústria de la regió Caixmir portava la llana caixmir del Tibet i Tartària.
El 1819, M. Jaubert, sota els auspicis del govern francès, importà diversos ramats de cabres caixmir provinents del Tibet i Tartària cap a França.

En la mateixa època es va desenvolupar la indústria de la llana caixmir a Escòcia i Estats Units.